# HESA Shahed 136
O HESA Shahed 136 (do persa: شاهد ۱۳۶), ou Geran 2 (do russo: Герань-2) em serviço da Rússia, é um drone suicida por impulsão desenvolvido e fabricado no Irão pela Shahed Aviation Industries.
O Shahed foi desenvolvido para atacar alvos no solo a distância, lançado a partir de uma plataforma de lançamento, em lotes de cinco ou mais, com o objetivo de sobrecarregar as defesas aéreas inimigas. As primeiras imagens públicas do drone foram divulgadas em dezembro de 2021.

## Visão geral

### Descrição
A aeronave tem uma forma de asa-delta recortada, com uma fuselagem central que se funde nas asas e lemes estabilizadores nas pontas. Na seção frontal, há uma ogiva que pesa de 30 a 50 quilogramas. O motor está localizado na parte traseira da fuselagem e impulsiona uma hélice de duas pás em uma configuração de "empuxo". O drone possui 3,5 metros de comprimento com uma envergadura de 2,5 metros, voa a mais de 185 quilômetros por hora (115 mph) e pesa cerca de 200 quilogramas. Estima-se que o alcance varie de 970 a 1.500 km a até 2 mil a 2,5 mil quilômetros. O Exército dos Estados Unidos indica que o projeto do Shahed 136 pode suportar uma opção de reconhecimento aéreo, embora nenhuma câmera tenha sido notada no drone Geran-2.

### Implantação

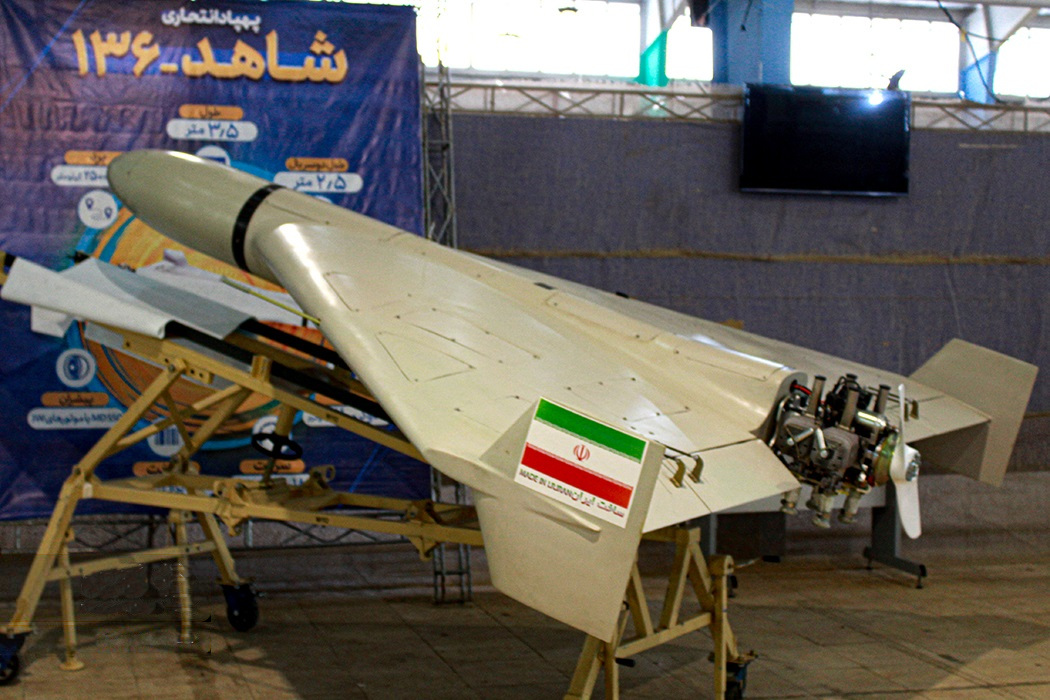
Um Shahed.

Devido à portabilidade do quadro de lançamento e montagem do drone, a unidade inteira pode ser montada na parte de trás de qualquer caminhão, seja ele militar ou civil.
A aeronave é lançada em um ângulo ligeiramente ascendente e é auxiliada em nos primeiros estágios do voo por um foguete de lançamento assistido (JATO). O foguete é descartado imediatamente após o lançamento, momento em que o motor convencional de quatro cilindros Mado MD-550, fabricado no Irão (possivelmente uma versão revertida do alemão Limbach L550E), assume o controle.

### Aviônica
Apesar da falta de marcações, especialistas acreditam que o Shahed utiliza um processador de computador fabricado pela empresa americana Altera, rádios da Analog Devices e chips LDO da Microchip Technology.
A inspeção dos drones capturados e usados pela Rússia durante a invasão da Ucrânia em 2022 revelou que parte do sistema eletrônico do Shahed-136 foi fabricada com componentes estrangeiros, como um processador Texas Instruments TMS320, uma bomba de combustível fabricada na Polônia e um transformador da China.
De acordo com um relatório do The Jewish Chronicle, tecnologias de dupla utilização de universidades britânicas são usadas no desenvolvimento pelos iranianos.

### Confusão com o Shahed 131
O Shahed 136 é frequentemente confundido com o Shahed 131 devido à sua semelhança visual, mas existem algumas diferenças distintas. O Shahed 136 possui estabilizadores nas pontas das asas que se estendem tanto para cima quanto para baixo, enquanto o Shahed 131 possui estabilizadores apenas para cima. Além disso, o Shahed 131 é menor em tamanho.
Quanto às características técnicas, o Shahed 131 possui um sistema de navegação inercial (INS) simples e um GPS com alguma proteção contra guerra eletrônica, e é possível que o Shahed 136 também possua esses recursos, mas não há informações confirmadas sobre.

### Geran-2
Geran-2 é o nome do drone em serviço russo. O jornal The Washington Post relatou que um especialista em sistemas militares russos sugeriu que o Geran-2 pode usar métodos adicionais de direção em comparação com o Shahed 136 iraniano padrão. Um correspondente do periódico The Times of Israel observou que o sistema de navegação iraniano, feito com componentes civis, foi substituído por uma unidade de controle de voo e microprocessadores de fabricação russa, utilizando o sistema GLONASS russo em vez do GPS civil dos EUA, aparentemente melhorando sua capacidade como drone de reconhecimento. O Geran-2 possui rótulos e cores de pintura que correspondem a drones russos, em vez dos iranianos. Não foram observadas câmeras ou sensores de curto alcance.
Em 19 de novembro de 2022, o The Washington Post relatou que agências de inteligência dos EUA estavam informando que Rússia e Irão haviam concordado com a fabricação russa do drone, com o Irão exportando componentes-chave.
Vários termos coloquiais têm sido usados para esses drones, como "mopeds" ou "cortadores de grama", aludindo ao som alto de seus motores durante o voo, e "doritos", em referência à sua silhueta com asa-delta.

## Histórico operacional

### Guerra Civil Iemenita
O drone teria sido usado pelos Hutis na Guerra Civil Iemenita em 2020. Houve alguns relatos de seu uso no ataque de 2019 às instalações de petróleo sauditas em Abqaiq e Khurais, no entanto, o The Washington Post informou que outros tipos de drones foram usados neste ataque.

### Invasão da Ucrânia pela Rússia de 2022

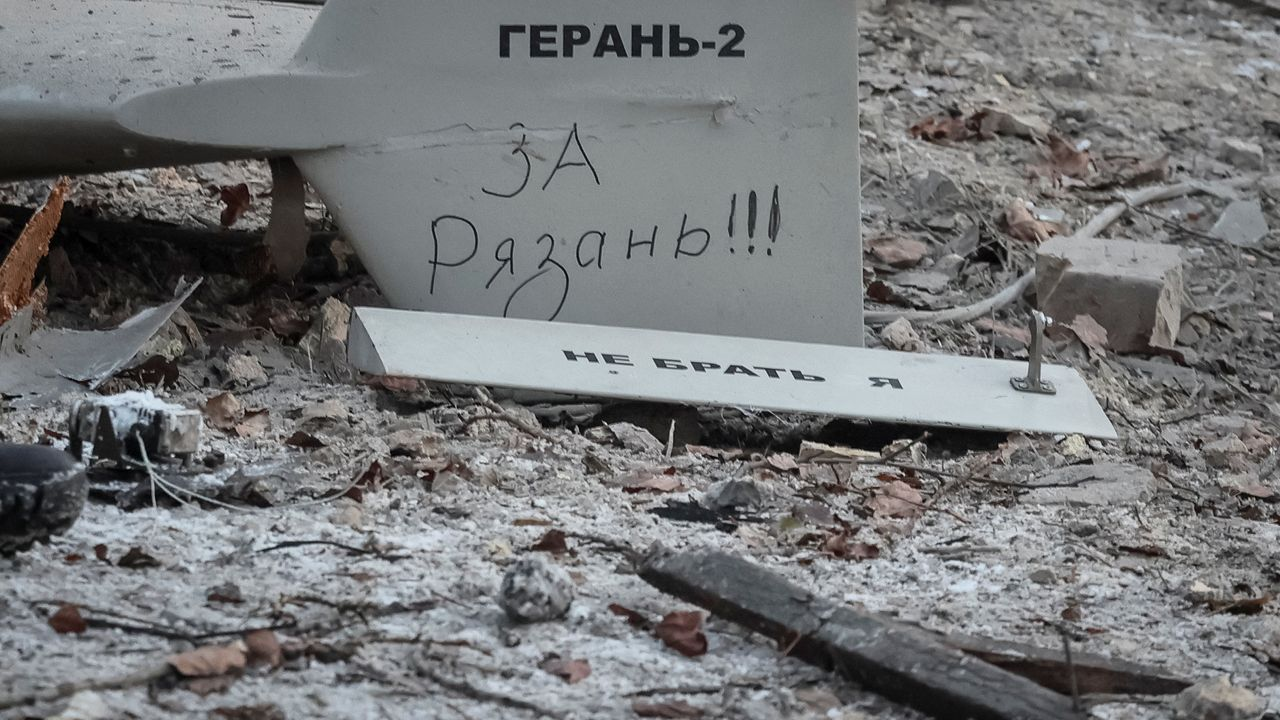
Restos de um drone kamikaze Geran-2 com a inscrição "Por Riazã", em referência ao ataque ucraniano à base aérea de Diáguilevo perto de Riazã. O drone foi abatido em Kiev em 14 de dezembro de 2022.

Durante a invasão da Ucrânia pela Rússia em 2022, a Rússia utilizou drones de ataque com o nome Geran-2 (em russo: Герань-2) contra a Ucrânia. Esses drones Geran-2 são considerados pela Ucrânia e seus aliados ocidentais como uma versão redesignada dos drones Shahed-136, fabricados pelo Irão.
Nos meses que antecederam a confirmação de seu uso, fontes de inteligência dos EUA e autoridades ucranianas afirmaram que o Irão havia fornecido à Rússia várias centenas de drones, incluindo o Shahed-136, embora o Irão tenha negado repetidamente tais alegações, afirmando que é neutro na guerra. No entanto, em 2 de setembro de 2022, o comandante do Exército dos Guardiães da Revolução Islâmica, Hossein Salami, disse em uma exposição de armas em Teerã que "algumas das principais potências mundiais" haviam comprado equipamentos militares iranianos e suas tropas estavam "treinando-os para usar o equipamento". A Rússia alegou que utiliza veículos aéreos não tripulados (VANT) de fabricação doméstica.
Em 21 de novembro de 2022, um ministro do governo britânico afirmou que o número de drones Shahed-136 usados na Ucrânia era estimado em algumas centenas.

### Síria
As forças militares dos Estados Unidos acreditam que grupos aliados ao Irã utilizaram o Shahed 136 em agosto de 2022 contra uma base militar administrada pelos Estados Unidos em Al-Tanf, em território controlado pela oposição síria no Deserto Sírio.

### Curdistão iraquiano
Em 2022, as Forças Terrestres do Exército dos Guardiães da Revolução Islâmica utilizaram o drone Shahed 136 em ataques a sedes de um grupo separatista curdo na região do Curdistão iraquiano.

## Operadores

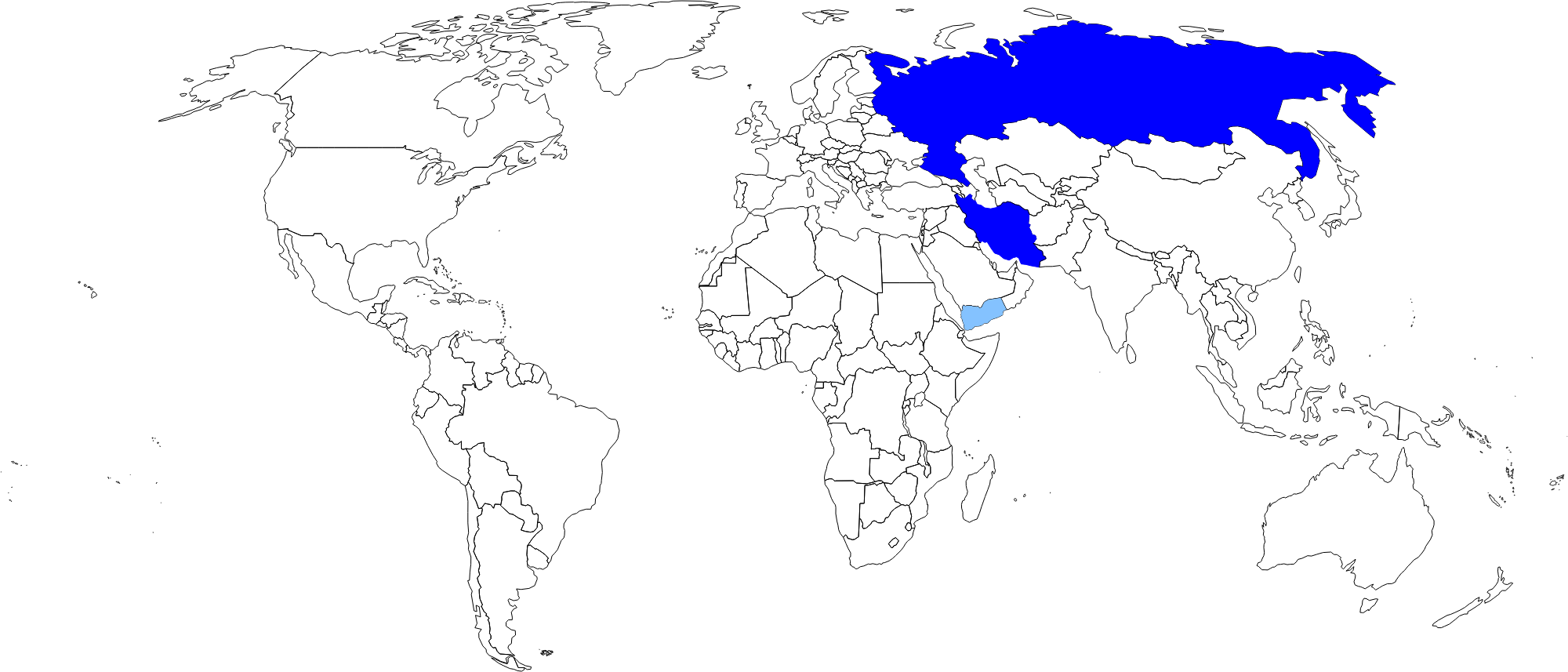
Azul escuro: países que operam o Shahed 136. Azul claro: operadores não governamentais (Hutis)

- Irão
- Hutis (alegado)[29]
- Rússia[9]